# Longitarsus bethae
Longitarsus bethae is een keversoort uit de familie bladkevers (Chrysomelidae). De wetenschappelijke naam van de soort werd in 2005 gepubliceerd door Savini & Escalona.